# IIHF World Women’s Challenge
Die IIHF World Women’s Challenge war die offizielle Bezeichnung eines von der Internationalen Eishockey-Föderation IIHF organisierten Fraueneishockeyturniers im Jahr 2002 für jene Nationalmannschaften, die sich nicht für das olympische Eishockeyturnier 2002 oder die vorherige Qualifikationsrunde qualifiziert hatten.
Wenngleich das Turnier offen für Nationalmannschaften aus der gesamten Welt war und einen Ersatz für die aufgrund der Olympischen Spiele ausfallenden Weltmeisterschaften der neu gegründeten Divisionen I und II, meldeten sich insgesamt nur sieben, allesamt europäische Teams für das Turnier an, das aufgrund der vorherigen Weltmeisterschaft 2001 in zwei Divisionen stattfand. Die Division I spielte mit vier Nationen vom 8. bis 10. Februar 2002 unmittelbar vor Beginn der Olympischen Spiele im niederländischen Tilburg, während sich in der Division II nur drei Nationalmannschaften – Slowenien als viertes Team hatte hier kurzfristig abgesagt – im englischen Kingston upon Hull im Anschluss der Spiele von Salt Lake City (8. bis 10. März 2002) trafen.
Vermutlich aufgrund des geringen Interesses bei den Eishockey-Nationalverbänden verzichtete die IIHF für das olympische Turnier 2006 auf die Ausrichtung eines solchen Wettbewerbs.

## Turniere

### Division I
| 8. Februar 2002  | Dänemark    | 1:1 (0:1, 1:0, 0:0)  | Frankreich | Tilburg, Niederlande Zuschauer: |
| 8. Februar 2002  | Niederlande | 7:0 (1:0, 2:0, 4:0)  | Ungarn     | Tilburg, Niederlande Zuschauer: |
| 9. Februar 2002  | Frankreich  | 17:0 (5:0, 5:0, 7:0) | Ungarn     | Tilburg, Niederlande Zuschauer: |
| 9. Februar 2002  | Niederlande | 0:7 (0:3, 0:1, 0:3)  | Dänemark   | Tilburg, Niederlande Zuschauer: |
| 10. Februar 2002 | Ungarn      | 0:7 (0:1, 0:4, 0:2)  | Dänemark   | Tilburg, Niederlande Zuschauer: |
| 10. Februar 2002 | Niederlande | 0:7 (0:3, 0:3, 0:1)  | Frankreich | Tilburg, Niederlande Zuschauer: |

| Pl. |             | Sp | S | U | N | Tore  | Punkte |
| 1.  | Frankreich  | 3  | 2 | 1 | 0 | 25:01 | 5:1    |
| 2.  | Dänemark    | 3  | 2 | 1 | 0 | 15:01 | 5:1    |
| 3.  | Niederlande | 3  | 1 | 0 | 2 | 07:14 | 2:4    |
| 4.  | Ungarn      | 3  | 0 | 0 | 3 | 00:31 | 0:6    |

### Division II
| 8. März 2002  | Belgien        | 0:2 (0:0, 0:1, 0:1) | Italien | Kingston upon Hull, England Zuschauer: |
| 9. März 2002  | Großbritannien | 5:2 (-:-, -:-, -:-) | Belgien | Kingston upon Hull, England Zuschauer: |
| 10. März 2002 | Großbritannien | 3:4 (1:3, 2:0, 0:1) | Italien | Kingston upon Hull, England Zuschauer: |

| Pl. |                | Sp | S | U | N | Tore  | Punkte |
| 1.  | Italien        | 2  | 2 | 0 | 0 | 06:03 | 4:0    |
| 2.  | Großbritannien | 2  | 1 | 0 | 1 | 08:06 | 2:2    |
| 3.  | Belgien        | 2  | 0 | 0 | 2 | 02:07 | 0:4    |